# Колиби (Алба)
Колиби (рум. Colibi) насеље је у Румунији у округу Алба у општини Охаба. Oпштина се налази на надморској висини од 271 m.

## Становништво
Према подацима из 2002. године у насељу је живело 64 становника, од којих су сви румунске националности.